# Список країн, де столиця не є найбільшим містом
Це неповний список країн, в яких столиці не є найбільшими містами. Деякі дані про населення міст включають не тільки саме місто, але й міську агломерацію в цілому.
| Країна                          | Столиця                   | Населення столиці | Найбільше місто         | Населення найбільшого міста | Співвідношення | Примітки |
| ------------------------------- | ------------------------- | ----------------- | ----------------------- | --------------------------- | -------------- | --- |
| Австралія                       | Канберра                  | 322 000           | Сідней                  | 4 198 543                   | 13             | |
| Беліз                           | Бельмопан                 | 7000              | Беліз                   | 49 040                      | 7              | Столиця з XVII століття до 1970, залишається столицею де-факто                                                                 |
| Бенін                           | Порто-Ново                | 223 500           | Котону                  | 761 100                     | 3,4            | В Котону знаходиться уряд |
| Болівія                         | Сукре                     | 247 300           | Санта-Крус-де-ла-Сьєрра | 1 529 000                   | 6,2            | Сукре — конституційна столиця, в Ла-Пасі знаходиться уряд                                                                      |
| Бразилія                        | Бразиліа                  | 2 607 000         | Сан-Паулу               | 13 650 645                  | 5,236 (9,311)  | агломерація Сан-Паулу станом на 2011: 24 273 416                                                                               |
| В'єтнам                         | Ханой                     | 4 100 000         | Хошимін                 | 5 387 100                   | 1,3            | |
| Еквадор                         | Кіто                      | 1 739 000         | Гуаякіль                | 2 628 000                   | 1,511          | |
| Індія                           | Нью-Делі (Делі)           | 321 900           | Мумбаї                  | 3 340 000                   | 10,5 (1,02)    | Міські агломерації Великий Делі — 17 037 900 і Великий Мумбаї — 17 449 532 чол.                                                |
| Камерун                         | Яунде                     | 1 430 000         | Дуала                   | 2 000                       | 1,399          | Столиця з 1940 до 1946 |
| Канада                          | Оттава                    | 1 146 790         | Торонто                 | 5 203 686                   | 4,538          | |
| Китай                           | Пекін                     | 14 560 000        | Шанхай                  | 17 110 000                  | 1,2            | |
| Кот-д'Івуар                     | Ямусукро                  | 165 000           | Абіджан                 | 4 000                       | 24,24          | Столиця з 1934 по 1983, залишається столицею де-факто                                                                          |
| Казахстан                       | Астана                    | 743 014           | Алмати                  | 1 450 095                   | 1,95           | Столиця з 1927 по 1997 |
| Ліхтенштейн                     | Вадуц                     | 5000              | Шаан                    | 5513                        | 1,10           | |
| Малаві                          | Лілонгве                  | 440 500           | Блантайр                | 646 235                     | 1,47           | |
| Мальта                          | Валетта                   | 7199              | Біркіркара              | 25 000                      | 3,5            | Фактично Валетта і Біркіркара входять в єдину столичну агломерацію                                                             |
| Марокко                         | Рабат                     | 1 600 000         | Касабланка              | 3 000                       | 2,06           | |
| Монако                          | Монако                    | 1034              | Монте-Карло             | 15 507                      | 15,0           | |
| М'янма                          | Найп'їдо                  | 97 400            | Янгон                   | 4 082 000                   | 41             | Столиця з 1852 по 2005 |
| Нова Зеландія                   | Веллінгтон                | 367 600           | Окленд                  | 1 223 200                   | 3,3            | Столиця з 1841 по 1865 |
| Нігерія                         | Абуджа                    | 1 078 700         | Лагос                   | 15 500 000                  | 15,5           | Столиця з 1914 по 1991 |
| ОАЕ                             | Абу-Дабі                  | 1 000             | Дубай                   | 1 141 959                   | 1,14           | |
| Пакистан                        | Ісламабад                 | 1 740 000         | Карачі                  | 12 461 000                  | 7,16           | Столиця з 1947 по 1958 |
| Палау                           | Нгерулмуд                 | 0                 | Корор                   | 11 200                      |                | У Нгерулмуді наявні тільки адміністративні будівлі. До 2006 року Корор був столицею                                            |
| Південно-Африканська Республіка | Преторія                  | 2 345 908         | Йоганнесбург            | 3 225 812                   | 1,11           | |
| Сан-Марино                      | Сан-Марино                | 4 251             | Серравалле              | 10 532                      | 2,48           | |
| Свазіленд                       | Мбабане                   | 67 200            | Манзіні                 | 73 000                      | 1,09           | Манзіні було столицею королівства до 1902                                                                                      |
| США                             | Вашингтон                 | 601 723           | Нью-Йорк                | 8 391 881                   | 13,94          | Столиця з 1790 по 1800 — Філадельфія                                                                                           |
| Судан                           | Хартум                    | 950 000           | Омдурман                | 1 300 000                   | 1,368          | Фактично Хартум і Омдурман є частиною єдиної агломерації Великий Хартум з населенням 5,5 млн жителів                           |
| Танзанія                        | Додома                    | 324 000           | Дар-ес-Салам            | 2 456 100                   | 7,7            | Столиця з 1890 по 1996, залишається столицею де-факто                                                                          |
| Тринідад і Тобаго               | Порт-оф-Спейн             | 49 000            | Чагуанас                | 67 400                      | 1,37           | |
| Туреччина                       | Анкара                    | 5 153 000         | Стамбул                 | 14 377 018                  | 2,79           | Столиця з 320/1453 по 1922 |
| Федеративні Штати Мікронезії    | Палікір                   | 9900              | Уено                    | 13 900                      | 1,404          | |
| Філіппіни                       | Маніла                    | 1 581 082         | Кесон-Сіті              | 2 173 831                   | 1,375          | Столиця з 1948 по 1976, фактично Кесон-Сіті і Маніла є частиною єдиної агломерації Велика Маніла з населенням 12,295 млн людей |
| Швейцарія                       | Берн                      | 127 000           | Цюрих                   | 366 150                     | 2,9            | |
| Шрі-Ланка                       | Шрі-Джаяварденепура-Котте | 115 800           | Коломбо                 | 642 200                     | 5,55           | Фактично Шрі-Джаяварденепура-Котте є частиною агломерації Коломбо з населенням 2,25 млн чоловік                                |